# Irruputuncu
Irruputuncu é um pico da Cordilheira dos Andes localizado na fronteira entre Bolívia e Chile. É um vulcão ativo, cuja última erupção ocorreu em 1995.